# Макаренко Михайло Володимирович (військовик)
Миха́йло Володи́мирович Мака́ренко — старший лейтенант Збройних сил України.
2004 року закінчив факультет військової підготовки Харківського політехнічного інституту.

## Нагороди
За особисту мужність і героїзм, виявлені у захисті державного суверенітету та територіальної цілісності України, вірність військовій присязі під час російсько-української війни
- нагороджений орденом Богдана Хмельницького III ступеня (26.2.2015).